# Партія Антона Яценка
Партія Антона Яценка (з 15.05.2017 до 02.09.2019 — Об'єднання «Сила Громад», до 15.05.2017 — Політична партія «Сила громад») — українська політична партія , лідером якої є управлінець, громадський активіст та меценат Андрій Карпенко. Політична партія "Сила громад" зареєстрована 9 лютого 2015 року, реєстраційне свідоцтво № 270-п.п. Перейменована  на "Політична партія "Об'єднання "Сила Громад" 11 травня 2017 року з відповідним внесення відомостей до ЄДРПОУ на підставі Рішення Міністерства юстиції України від 28 квітня 2017 року за №801/194. 
Гасло політичної партії "Об’єднання "Сила Громад"  —  Об'єднання економічних прагматиків, які у своїх діях керуються інтересами людини, громади та України.

## Ідеологія
Ідеологія політичної партії "Об'єднання "Сила Громад"  —  Лібертаріанство, сильні громади, мінархізм.

## Історія
Партію створено у лютому 2015 року. До партії входять переважно молоді люди віком від 25 до 40 років. Члени партії декларують бажання подолати корупцію та олігархічну систему влади. Представники "Об’єднання "Сила Громад" брали участь у виборах до місцевих рад в 2015 році, на яких отримали 2 депутатські мандати в міській раді Шепетівки Хмельницької області та 3 депутатські мандати в міській раді Сміли Черкаської області. На даний момент "Об'єднання "Сила Громад" має представництва в 19 обласних центрах України.

## Діяльність
Із моменту створення партія помічена у різного роду соціальних проєктах. Здебільшого акції соціального спрямування проводяться в містах, де є її представництва. Партія "Об'єднання "Сила Громад" опирається на однойменну Громадською організацію та Благодійний фонд. Благодійний фонд "Сила Громад" фінансував доброчинні акції допомоги соціально незахищеним верствам населення. У квітні 2017 року партією "Об'єднання "Сила Громад" проведено безпрецедентний збір підписів за відставку Кличко Віталій Володимирович з посади міського голови міста Києва за народною ініціативою. Всього було зібрано 117 208 підписів за відставку Віталія Кличка. Цієї кількості виявилось не достатньою для проведення процедури відкликання відповідно до чинного законодавства. Однак зазначений прецедент набув гучного розголосу. Процедура такого роду проводилась вперше в історії України. 11 травня 2017 року партія змінила свою назву на "Політична партія "Об'єднання "Сила Громад".

### Громадська організація "Об'єднання "Сила Громад"
В 2017 році активістами політичної партії "Об'єднання "Сила Громад" створено громадську організацію "Об'єднання "Сила Громад". Громадська організація співпрацює з громадянським сектором і представлена в дорадчо-консультативних органах різного рівня.

### Захист24
З кінця 2016 року партія "Об'єднання "Сила Громад" запустила проєкт Захист24. Зазначений проєкт заявлений, як проєкт, що покликаний допомагати підприємцям у боротьбі із свавіллям чиновників. Журналістська група проєкту Захист24 активно висвітлює проблематику міста Києва на своїй сторінці у Facebook, на каналі YuoTube та на сторінці Сила Громад у Facebook. Захист24 відзняв вже понад 400 роликів із відеофіксаціями порушень прав підприємців, проблем незаконних забудов, адміністративного тиску на громадян та на інші гострі соціальні теми. Аудиторія поширення та перегляду проєкту Захист24 складає від 30 до 100 тисяч осіб щодня.
Партія "Об'єднання "Сила Громад" ініціювала більше 10 судових процесів щодо кримінального, адміністративного та господарського права. Партія надає безкоштовні юридичні консультації дрібному, малому та середньому бізнесу. "Об'єднання "Сила Громад" відкрило судові провадження на компенсацію збитків, завданих підприємцям, на суму 500 тисяч гривень.

### Благодійний фонд "Об'єднання "Сила Громад"
Партія активно використовує однойменний Благодійний фонд. З моменту свого існування Благодійний фонд організував і провів ряд соціальних та медичних проєктів:
- "Благодійна аптека". Проходив за сприяння Асоціації виробників ліків України. У рамках проєкту сім'ям переселенців із зони АТО надано медичну допомогу у вигляді наборів безрецептурних препаратів.
- «Гуманітарна допомога медичного спрямування». Фонд співпрацював із лікарнями, центрами первинної медико-санітарної допомоги, центрами соціальної реабілітації дітей-інвалідів,  центрами соціального обслуговування (будинками людей похилого віку), школами-інтернатами, соціально-незахищеними верствами населення. В цілому близько 500 осіб отримали допомогу у вигляді гігієнічних матеріалів та ортопедичного приладдя.
- Спільно із Міжнародним благодійним фондом «Сприяння розвитку медицини» проведено офтальмологічне обстеження людей, які мають проблеми із зором.
- «Сімейні канікули». Спільно із Міжнародним благодійним фондом "Імідж Брідж" влітку 2015 року було організовано оздоровлення дітей із Шепетівської школи-інтернату в Сполучених Штатах Америки.

### Місцеві вибори
Результати місцевих виборів політичної партії "Об'єднання "Сила Громад"